# Ismael Esteban
Pour les articles homonymes, voir Esteban.
Esteban  Agüero est un nom espagnol. Le premier nom de famille, en général paternel, est Esteban ; le second, en général maternel, souvent omis, est Agüero.
Ismael Esteban Agüero, né le 16 septembre 1983 à Torrelavega (Espagne), est un coureur cycliste espagnol. Après avoir couru sur route pour l'équipe Cafés Baqué, il est devenu spécialiste du cyclo-cross et fait désormais partie de l'équipe Maestre Bikes dans cette discipline.

## Palmarès en cyclo-cross
- 2004-2005
  -  Champion d'Espagne de cyclo-cross espoirs
- 2005-2006
  -  Champion d'Espagne de cyclo-cross espoirs
- 2016-2017
  -  Champion d'Espagne de cyclo-cross
  - Ziklo Kross Laudio, Laudio
  - Gran Premi Les Franqueses del Valles, Les Franqueses del Vallès
  - Trofeo San Andres de Ciclo-cross, Ametzaga
  - Asteasuko Ziklo-krosa, Asteasu
  - Basqueland Zkrosa, Elorrio
- 2017-2018
  -  Champion d'Espagne de cyclo-cross
  - Gran Premi Les Franqueses del Valles, Les Franqueses del Vallès
- 2018-2019
  - XXVI Cyclo-cross de Karrantza, Karrantza
  - Ciclo-cross Ciudad de Xativa, Xativa
  - 2e du championnat d'Espagne de cyclo-cross
- 2019-2020
  - Classement général de la Coupe d'Espagne de cyclo-cross
    - Coupe d'Espagne #5, Pontevedra
- 2020-2021
  - 3e du championnat d'Espagne de cyclo-cross
- 2021-2022
  - Classement général de la Coupe d'Espagne de cyclo-cross
    - Coupe d'Espagne #4, Alcobendas

## Palmarès sur route
- 2005
  - Lazkaoko Proba
  - 4e étape du Tour de Navarre
  - 3eétape du Tour de la Bidassoa
  - 2e de la Subida a Urraki
  - 3e du Gran Premio San Bartolomé
- 2006
  - Tour de Tenerife : 
    - Classement général
    - 2e étape

  - 2e étape du Tour du Goierri
  - Lazkaoko Proba
  - Trophée Eusebio Vélez
  - Mémorial Cirilo Zunzarren
  - 2e du Tour du Goierri
  - 3e de la Subida a Urraki
- 2007
  - Subida a Altzo
  - 3e étape de la Bizkaiko Bira (es)
  - 2e de la Subida a Urraki
  - 2e du San Gregorio Saria
  - 2e du Mémorial Juan Manuel Santisteban
  - 3e du Trophée Eusebio Vélez
  - 3e de la Lazkaoko Proba
  - 3e du Dorletako Ama Saria
- 2008
  - Classement général de la Vuelta a la Montaña Central de Asturias
  - 3e étape du Tour de Castellón
  - Premio San Pedro
  - 2e de la Subida a Altzo
  - 3e du Mémorial Valenciaga
  - 3e de la Clásica Ciudad de Torredonjimeno

## Palmarès en VTT

### Coupe du monde
- Coupe du monde de cross-country à assistance électrique
  - 2021 : 9e du classement général
  - 2022 : 3e du classement général

### Championnats d'Espagne
- 2021
  - 3e du cross-country